# Теннесси
Теннесси́ /тэ, нэ/ (англ. Tennessee, американское произношение: [ˌtɛnəˈsiː] (слушать)о файле, местное: [ˈtɛnəsi]) — штат на востоке США, один из так называемых штатов Юго-Восточного Центра. Население 6 916 897 человек (16 место на 2020 год). Столица и крупнейший город — Нашвилл. Вошёл в состав государства шестнадцатым по счёту.

## История
Территория Теннесси населена не менее 12 тыс. лет. Археологи выделяют несколько исторических периодов: Архаический (до X в. до н. э.), Вудлендский (X в. до н. э. — X в. н. э.) и Миссисипский (X—XV вв.), которые были предшественниками индейцев крик, занимавших долину реки Теннесси до прихода племён чероки.
Первыми попавшими сюда европейцами были испанские конкистадоры отряда Эрнандо де Сото в 1540 году. Они ещё застали здесь население криков и, вероятно, стали одной из причин депопуляции региона, невольно заразив индейцев европейскими болезнями. Освободившиеся земли вскоре заняли чероки, переселившиеся из Виргинии. По мере проникновения белых колонистов местное индейское население вытеснялось далее на юг и запад.

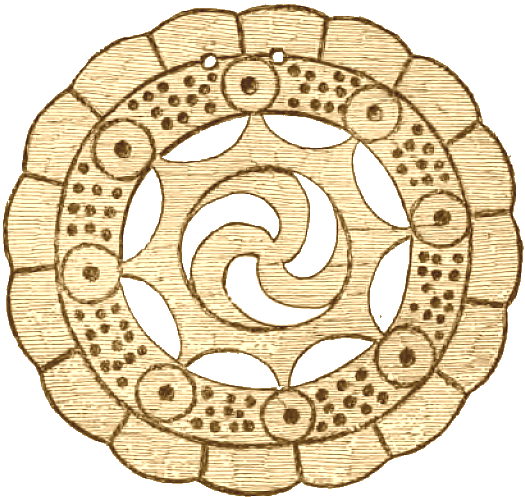
Образец миссисипского искусства, резьба по перламутру, найдена во время раскопок в штате Теннесси.

Первым британским постоянным поселением на территории Теннесси был форт Лаудон, расположенный близ современного городка Воноре в восточной части штата. В 1756 году он был крайним западным форпостом английских колоний. В 1760 году форт был захвачен индейцами, а его гарнизон полностью перебит. В 1760-х годах долина была постепенно освоена колонистами, которые сначала искали лишь новые территории для охоты. В конце того же десятилетия на востоке стало вновь появляться постоянное белое население. Во время американской революции здесь планировалось создать колонию Трансильвания, но индейцы чероки, заключившие союз с лоялистами, по-прежнему активно сопротивлялись колонизации. К 1780 году белое население удерживалось только в регионе форта Ватога на виргинской границе, который превратился в центр борьбы как с индейцами, так и с британскими войсками. В середине 1780-х годов Ватога и вся западная часть Северной Каролины отделилась от Северной Каролины в независимый штата Франклин, но без поддержки с востока не смогла организовать оборону против индейцев и через четыре года вновь объединилась с Северной Каролиной. Тем не менее, в 1790 году штат уступил эту территорию под контроль федерального правительства, которое управляло ей в составе Юго-западной территории до образования нового штата Теннесси в 1796 году.
Название “Добровольческое государство” появилось в начале XIX века, когда многие жители Теннесси добровольно пошли на военную службу во время войны 1812 года. Со временем это название стало символизировать дух сотрудничества и готовность штата протянуть руку помощи нуждающимся.
Восточная граница штата, отделяющая его от Северной Каролины, прошла по горам Аппалачи, а на западе территория Теннесси достигала реки Миссисипи, которая в то время была границей с испанскими колониями. Колонизация западных территорий закончилась в 1830-х годах выселением чероки в Арканзас. На долгом пути к новым местам поселения погибло около 4 тыс. индейцев. 
В 1861 году штат Теннесси присоединился к Конфедерации Юга и превратился в театр боевых действий. Войска генерала Гранта и флот северян к 1862 году полностью контролировали реки Камберленд и Теннесси, но в горах восточной части штата южане удерживали позиции до 1865 года, откуда наносили контрудары в направлении Чаттануги и Нашвилла. В это время президент Линкольн назначил военным губернатором Теннесси Эндрю Джонсона, своего будущего преемника.
Законодательное собрание Теннесси одобрило поправки к конституции, запрещающие рабство, 22 февраля 1865 г., а 7 апреля того же года ратифицировало и соответствующую поправку к конституции США, благодаря чему Теннесси стал единственным штатом бывшей Конфедерации, куда в период Реконструкции не был назначен военный губернатор. В 1864 году губернатор Джонсон был избран вице-президентом США, а после убийства Линкольна в 1865 году стал президентом. По окончании Реконструкции в Теннесси, как и в остальных южных штатах, были приняты законы, ограничивающие права афроамериканцев, а в 1889 г. Генеральная ассамблея штата приняла ещё четыре закона, которые фактически стали реформой избирательного права, препятствующей участию в голосованиях для беднейших слоёв населения, включая афроамериканцев. В конце XIX в. в Теннесси были также приняты законы о расовой сегрегации. Всего указанные законы касались около 24 % населения штата или 480 430 человек. Большинство из них оставалось в силе до 1965 года.
Теннесси считается центром музыки кантри. Здесь ежегодно проводятся фестивали кантри, которые собирают исполнителей со всей страны.
Штат представляют в палате представителей 9 конгрессменов, в сенате — 2 сенатора.

## География

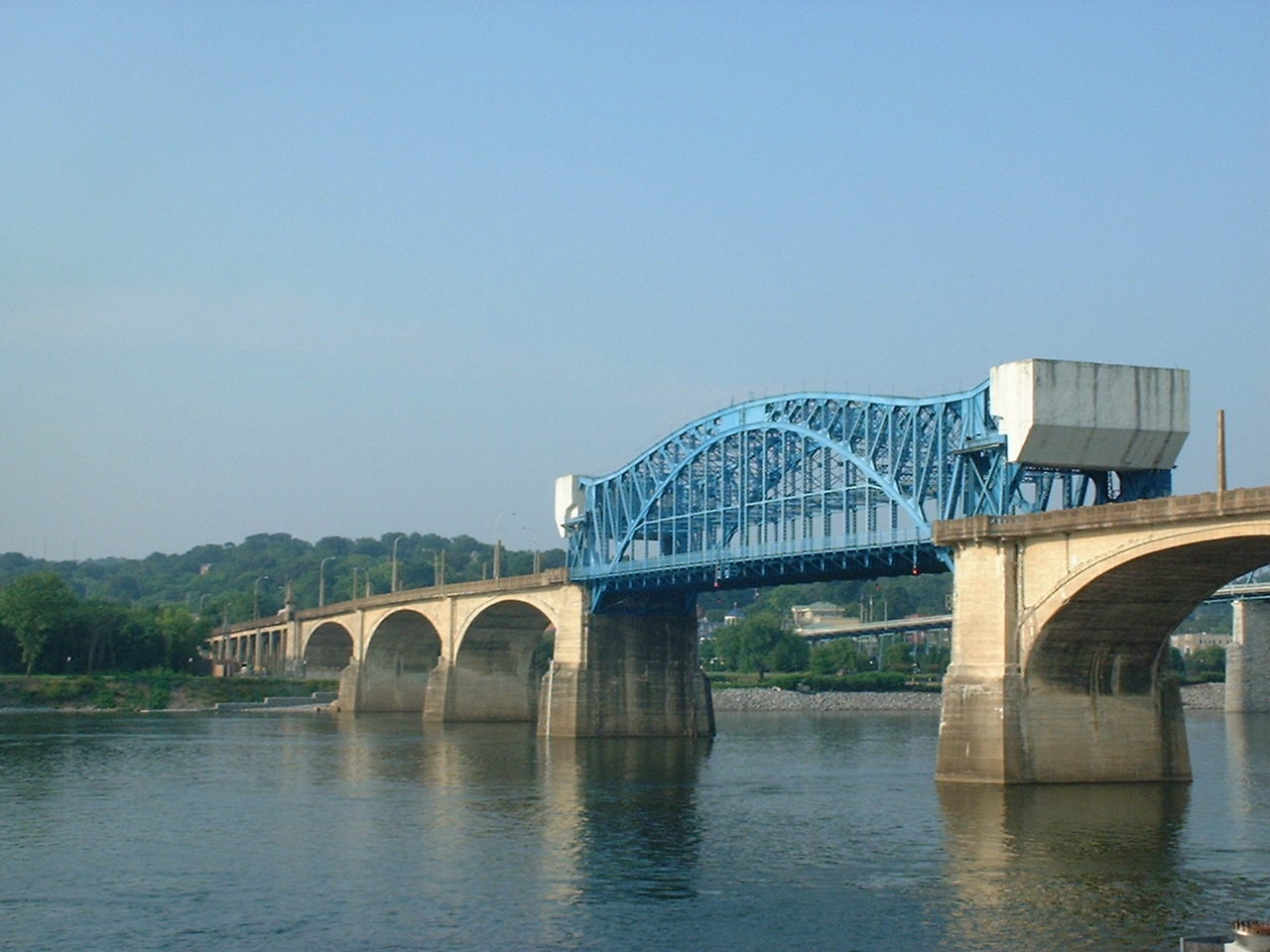
Мост через реку Теннесси

Штат Теннесси граничит с восемью другими штатами: Кентукки и Виргиния на севере; Северная Каролина на востоке; Джорджия, Алабама и Миссисипи на юге; Арканзас и Миссури на реке Миссисипи на западе.
Административно Теннесси разделён на 95 округов; содержит 345 городов.
Теннесси является местом с наибольшим количеством пещер в США, на сегодняшний день их зарегистрировано более 8350.

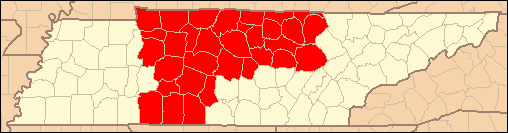
Разделение Теннесси на три Больших округа

Штат делится рекой Теннесси на 3 части: Восточный, Средний и Западный Теннесси. Эти регионы, имеющие значительные культурные различия между собой, называются Большие округа Теннесси, или даже «три штата Теннесси». Разделение закреплено в конституции штата и отображено на флаге Теннесси.
- Восточный Теннесси находится в горной местности, именно там расположена самая высокая точка штата — гора Клингменс-Дом (2025 м), которая является также высшей точкой пути на Аппалачской тропе. В этой части штата берёт своё начало река Теннесси. Эта область покрыта плодородными долинами, отделёнными лесистыми горными хребтами. В Восточном Теннесси расположены города Ноксвилл и Чаттануга.
- Средний Теннесси расположен на плато Камберленд, средняя высота которого 450—500 метров над уровнем моря.
- Западный Теннесси занимает междуречье Теннесси и Миссисипи, это самый низколежащий регион, за исключением Мемфиса и пригородов он занят сельскохозяйственными угодьями.

Согласно законодательству среди пяти верховных судий Теннесси не может быть более двоих от любой из частей штата.

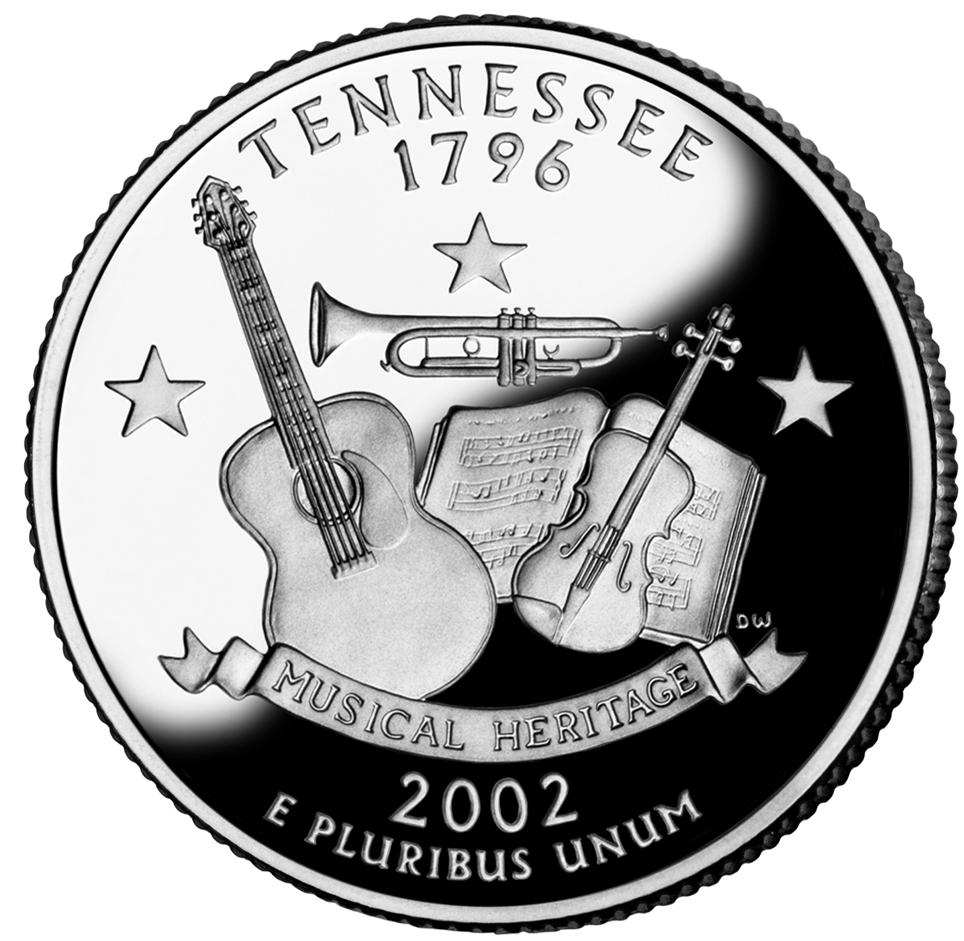
Реверс четвертака «Теннесси»

На четвертаке пятидесяти штатов, посвящённом Теннесси, три звезды и три музыкальных инструмента символизируют большие округа и их музыкальное наследие: Восточный Теннесси (Ноксвилл) известен блюграссом, его символ — гитара. Средний Теннесси (Нэшвилл) — это кантри и старушка — гранд-Опера, символизируются нотами и народной скрипкой, а Западный Теннесси (Мемфис) стал одним из мест зарождения Дельта-блюза, что символизирует труба.

## Прозвище
Официальное прозвище штата — «Добровольческий штат». Теннесси получил это прозвище во время Англо-американской войны (1812—1815) благодаря своим добровольцам, внёсшим большой вклад в победу североамериканских штатов (в особенности — в битве при Новом Орлеане).

## Теннессийский виски
Теннесси — единственный штат США, где официально разрешено производство особого вида американского кукурузного виски, названного по имени штата, — теннесси-виски. От бурбона (производимого большей частью в штате Кентукки) теннесси отличает особо тщательная обработка древесным углём из сахарного клёна: полученный после перегонки спирт по капле фильтруют через забитые кленовым углём бочки высотой более трёх метров. В результате виски получается особенно мягким. Наиболее известная марка виски теннесси — Jack Daniel’s.